# Down and Out in New York City
"Down and Out in New York City" é uma canção escrita por Bodie Chandler e Barry De Vorzon e gravada por James Brown. Aparece no filme Black Caesar e foi incluída na trilha-sonora do filme. Foi lançada como single em 1973 e alcançou o número 13 da parada R&B e número 50 da parada Pop. A canção foi co-arranjada por Fred Wesley.